# Karl Wistrand
Karl Knutson Wistrand, född 9 april 1889 i Karlskoga, död 27 december 1974 i Stockholm, var en svensk direktör och riksdagspolitiker (h). Wistrand var ledamot av Sveriges riksdags första kammare från 1937.
Karl Wistrand var en av en handfull svenskar som deltog under Europakongressen 1948 i Haag, den kongress som bidrog till att Europarådet bildades. Under många årtionden var Wistrand en av mycket få svenskar som engagerade sig i europapolitiken.

## Uppväxt och studietid
Wistrand föddes och växte upp i Karlskoga. Fadern, Knut Wistrand, var provinsialläkare i Karlskoga, modern, Louise Strokirk, var dotter till brukspatron Elias Carl Strokirk; hans mormor hette Hammarhjelm, och sålunda hade han delvis adlig bakgrund. Skolloven tillbringade Wistrand hos morbroderns bruksherrgård, Degernäs, i Värmland, där även mormodern bodde. I sina memoarer skildrar Wistrand hur vistelserna på herrgården gav honom trygghet och rötter genom livet, och hur det grundlade hans konservatism och traditionalism.
Han gick i skola i Kristinehamn och Örebro, innan han började studera humaniora vid Uppsala universitet. Han växlade spår från humanioran till juridiken och avlade en juris kandidatexamen. Under studietiden inleddes också ett livslångt intresse och engagemang för Finland, och landets kultur och historia.
Efter studietiden var Wistrand under fyra år tingsnotarie i Linköping, där han bland annat kom att umgås med landshövdingarna Ludvig Douglas och Eric Trolle. Han kom även att intressera sig för kultur, i huvudsak 1700-talskultur med dess upplysningsidéer:
| ”                               | Upplysningstidens ide- liv, innan det hunnit omsättas i vulgära realisationer, har för mig alltid haft en tjusningskraft, som icke kan överträffas av tidevarv med andra strömningar. | „ |
| – Karl Wistrand i sina memoarer | |   |

Han fann stort intresse i att läsa och studera Anna Maria Lenngren och Carl Gustaf af Leopold, samt Fänrik Ståls sägner, Fältskärns berättelser och Svenska bilder. Han uppskattade även franska upplysningsförfattare, som Voltaire och Montesquieu, liksom deras föregångare Molière, La Rochefoucauld och Jean de La Bruyère. Han var betydligt mer orienterad mot fransk än tysk litteratur, och helt ointresserad av engelsk litteratur.

## Yrkesliv och politisk karriär
Efter åren i Linköping flyttade Wistrand tillbaka till Örebro, där han ägnade sig åt diverse juridiska frågor. Han ogillade dock vad han såg som stadens kommersiella och icke-kulturella atmosfär. 1 juni 1918 flyttade han till Stockholm, där han började arbeta som ombudsman för Järnbruksförbundet.  Stora delar av sitt yrkesliv, fram till 1 mars 1936, kom han att ägna åt förbundet, där han enligt sina memoarer uppbyggde en stor respekt för den organiserade arbetarklassen. Efter Järnbruksförbundet verkade han bland annat i Arbetsdomstolen och Internationella arbetsorganisationen. Från 1920-talet var han även aktiv i Allmänna valmansförbundet, sedermera Högerpartiet och Moderaterna, och var invald i Stockholms stadsfullmäktige under många år.
När Gösta Bagge vid årsskiftet 1936/1937 lämnade riksdagens första kammare för den andra kammaren, klev Wistrand in i hans ställe. Han behöll sin plats i första kammaren fram till utgången av 1953, där han under många år satt bredvid poeten och socialisten Ture Nerman, som han hyllar i sina memoarer. Nerman hyllade även Wistrand med en dikt:

Du går bland följesammare kamrater

Din väg i en alltmer likriktad stat,

och det är dock en dygd bland demokrater

att vara Frihetens aristokrat.

Du ensam vågar tänka Dig att slopa

gränshinder som man skyltar fosterländskt

Om hundra år ska kanske allihopa

ha mod med Dig bekänna Europa

och vad som mänskligt är blir en gång även svenskt.

Sitt största nöje fann Wistrand i sina internationella uppdrag. Han var en av de tidigaste och främsta förespråkarna för Europatanken, och var bland annat en av Sveriges delegater till Europarådet. Gunnar Unger skriver att hans insats "bör tillförsäkra honom en hedersplats inte bara i högerpartiets utan i samtida svensk politisk historia." Per Wirtén beskriver i sin bok Mitt hemland hur Wistrand under många årtionden var en av mycket få svenskar som engagerade sig i europapolitiken.
1951 belönades Wistrand med en medicine hedersdoktorsgrad. Efter sin tid i riksdagen var Wistrand bland annat ordförande i Karolinska Institutets styrelse. Karl Wistrand är begravd på Gamla kyrkogården i Karlskoga.